# Aïn Oulmane (distrito)
Aïn Oulmane é um distrito localizado na província de Sétif, Argélia.[carece de fontes?] Sua capital é a cidade de mesmo nome.

## Comunas
O distrito está dividido em quatro comunas:
- Aïn Oulmene
- Guellal
- Ksar El Abtal
- Ouled Si Ahmed